# Louis S. Kornicker
Louis „Lou“ Sampson Kornicker (* 23. Mai 1919 in Brooklyn, New York City; † 12. Februar 2018), manchmal auch Louis Samson Kornicker geschrieben, war ein US-amerikanischer Zoologe. Sein Forschungsschwerpunkt waren rezente und fossile Ostrakoden.

## Leben
Kornicker war der Sohn von Howard und Lena Kornicker, geborene Cohen. 1941 erwarb er einen Bachelor of Science in Chemie, Metallurgie und Keramik und 1942 einen weiteren Bachelor of Science in Chemieingenieurwesen, beide an der University of Alabama. Während des Zweiten Weltkriegs, von 1942 bis 1945, arbeitete er als Produktionsleiter und Chemieingenieur bei der Hercules Powder Company. Dort war er in einem neuen Verfahren zur Herstellung von TNT involviert. Von 1945 bis 1948 war er Pilotanlagen-Betriebsleiter und leitender Prozessingenieur bei der Cities Service Refining Company und von 1948 bis 1954 Vizepräsident sowie Betriebsleiter bei der Uncle Sam Chemical Company. Während dieser Zeit schrieb er sich an der Columbia University ein, wo er 1954 einen Master of Arts erlangte und 1957 in Geologie zum Ph.D. promoviert wurde.
Anschließend war er von 1957 bis 1960 stellvertretender Direktor und Geologe am Institute of Marine Science an der University of Texas, von 1960 bis 1961 Geologe am Office of Naval Research und von 1961 bis 1963 Professor und Supervisor für Geologische Ozeanographie an der Texas A&M University.
1964 wurde Kornicker wissenschaftlicher Mitarbeiter am National Museum of Natural History der Smithsonian Institution, als er von Donald Fleming Squires (1927–2017), dem ersten Vorsitzenden der damals neugeschaffenen Abteilung für Wirbellosen-Zoologie zum Kurator für Krebstiere ernannt wurde. Dieses Amt hatte Kornicker bis zu seiner Pensionierung im Jahr 2009 inne. 
Kornicker galt als führender Experte für die Ordnung Myodocopida innerhalb der Klasse der Ostrakoden. Er befasste sich mit ihrer Systematik, ihrer Anatomie, Ontogenie, Ökologie und ihrem Verhalten. Als Autor war er sehr produktiv und veröffentlichte zwischen 1950 und 2011 225 wissenschaftliche Schriften. Kornicker kam durch seinen Hintergrund in der Geologie zu den Ostrakoden, der es ihm erlaubte, Daten von Fossilien zusammen mit denen von rezenten Arten in seine systematischen Studien zu integrieren. Er benannte und beschrieb eine Unterordnung, zwei Überfamilien, vier Familien, sieben Unterfamilien, 62 Gattungen, eine Untergattung und 584 heute anerkannte Arten und Unterarten. Kornickers Sammlungen von Ostrakoden und anderen Wirbellosen sind in Wirbellosen-Abteilungen von Museen in den Vereinigten Staaten, Panama, Kenia, Italien, Sri Lanka, Mexiko, Bahamas, im Vereinigten Königreich, Komoren, Malediven, Seychellen und Honduras zu finden. 1964 wirkte er an Bord der R/V Te Vega an einer internationalen Expedition in den Indischen Ozean mit, 1970 war er Mitglied einer Expedition des Smithsonian Tropical Research Institute in Panama.

## Dedikationsnamen
Nach Kornicker sind die Gattung Kornickeria sowie die Arten Archypolycope louisi, Bathyconchoecia kornickeri, Bathyconchoecia louiskornickeri, Chelicopia kornickeri, Cypridinodes kornickeri, Cytherella kornickeri, Euphilomedes kornickeri, Hamaroconcha kornickeri, Idanthyrsus kornickeri, Kornickeria louisi, Macropyxis kornickeri, Metapolycope kornickeri, Sphaeronella kornickeri und Welesina kornickeri benannt. 2006 ehrte das Advisory Committee on Antarctic Names Kornicker mit der Benennung des Kornicker-Gletschers in Anerkennung seiner Arbeit über antarktische Ostrakoden und für seinen Dienst als Mitherausgeber der Antarctic Research Series von 1978 bis 1990.